# Крючков Костянтин Петрович
Костянтин Петрович Крючков (рос. Константин Петрович Крючков; * 21 квітня 1939, Баку — † 27 квітня 1988) — радянський футболіст, захисник.

## Життєпис
Захисник, виступав у складі «Полісся» (Житомир), «Карпат» (Львів) і «Шахтаря» (Червоноград).
Тренував «Торпедо» (Львів).